# Galattarato O-idrossicinnamoiltransferasi
La galattarato O-idrossicinnamoiltransferasi è un enzima appartenente alla classe delle transferasi, che catalizza la seguente reazione:
feruloil-CoA + galattarato ⇄ CoA + O-feruloilgalattarato
Anche il sinapoil-CoA ed il 4-cumaroil-CoA possono agire come donatori.